# Androcalymma
- Commons
- Wikispecies

Androcalymma Dwyer é um género botânico pertencente à família Fabaceae.

## Espécies
Apresenta uma única espécie:
- Androcalymma glabrifolium